# Eid Al-Farsi
Eid Mohammed Al-Farsi (Sur, 31 gennaio 1987) è un calciatore omanita, centrocampista dell'Al-Oruba e della Nazionale omanita.

## Carriera

### Club
Ha sempre giocato nel campionato omanita.

### Nazionale
Ha esordito in nazionale nel 2010; nel 2015 ha partecipato alla Coppa d'Asia.